# Go Min-si
Dans ce nom coréen, le nom de famille, Go, précède le nom personnel.
Go Min-si (en hangeul : 고민시 ; en hanja : 高旻示), née le 15 février 1995 à Daejeon en République de Corée, est une actrice et réalisatrice sud-coréenne, figure majeure de son agence Mystic Story Entertainment. Elle est principalement connue pour ses rôles dans les séries télévisées Sweet Home et Love Alarm ainsi que dans les longs-métrages The Witch : Part 1. The Subversion et The Battle: Roar to Victory.

## Biographie

### Jeunesse
Dès l'âge de 19 ans, après l'obtention de son baccalauréat, conformément aux souhaits de ses parents, qui voulaient qu'elle mène une vie sociale et gagne un revenu stable, elle a commencé à travailler comme organisatrice de mariage.
Cependant, Go Min-si, qui rêvait de devenir actrice, a travaillé pendant environ deux ans avant de démissionner à l'âge de 21 ans et quitter Daejeon pour Séoul, bien qu'il y ait eu beaucoup d'opposition de la part de ses parents. Elle a par la suite fréquenté une académie de théâtre pour se préparer à l'examen d'entrée au département de théâtre et de cinéma, mais y a échoué.

### Carrière d'actrice
Go Min-si a fait ses débuts en tant que réalisatrice dans le film Parallel Novel en 2016 dans lequel elle a joué et pour lequel elle a remporté le grand prix lors du Festival du film Three Minutes,. La même année, elle gagne en popularité après être apparue dans la troisième saison de la web-série 72 Seconds. Elle fait également une apparition dans le vidéoclip de la chanson Sign de Thunder. En 2017, elle a participé à la web-série Absolutely Perfect Man et fait ses débuts à la télévision dans le drame historique My Sassy Girl, avant d'apparaître dans le drama jeunesse Hello, My Twenties! 2 et dans le drame fantastique Meloholic.
En 2018, Go Min-si a fait une apparition dans la série télévisée comique Welcome to Waikiki et dans le drama Live. Elle a également rejoint la distribution de Forgotten Season, de KBS Drama Special, et de la série de thrillers mystérieux The Smile Has Left Your Eyes. Elle est apparue dans le film Cheese in the Trap, adaptation de la série éponyme, et dans The Witch: Part 1. The Subversion. Ce dernier rôle lui a valu d'être nommée pour la meilleure actrice dans un second rôle aux 55èmes Grand Bell Awards et a également remporté le Popular Star Award aux 7èmes Korea Best Star Awards.
En 2019, Go Min-si a joué le rôle de Hwa-ja, la sœur du personnage principal, dans le film d'action nippo-coréen The Battle: Roar to Victory. Cette même année, elle rejoint le casting de la série Netflix Love Alarm dans laquelle elle incarne Park Gul-mi, la cousine de la protagoniste. Elle est également apparue dans la série télévisée à suspense Secret Boutique pour laquelle elle a remporté le prix de la meilleure nouvelle actrice aux SBS Drama Awards 2019.
En 2020, elle est apparue dans le KBS Drama Special The Reason Why I Can't Tell You, dans le film dramatique Set Play et dans la série Netflix Sweet Home,, adaptée du webtoon du même nom.
En 2021, Go Min-si a joué dans Youth of May de KBS2, un drama se déroulant en 1980 pendant le soulèvement de Gwangju. La même année, elle apparaît dans la série d'action Jirisan. A partir du mois de mai, Go Min-si intègre le tournage du film Smugglers.
En 2022, elle a joué dans la web-série Reincarnation Love, un drame romantique racontant la première rencontre amoureuse de Jeon Sang-tae lors d'un rendez-vous à l’aveugle pour remplacer un ami,.

## Filmographie

### Longs-métrages
- 2016 : Parallel Novel : une femme (également réalisatrice)
- 2016 : Cheers in the Trap : une jeune femme
- 2016 : The Witch: Part 1. The Subversion : Do Myung-hee
- 2019 : The Battle: Roar to Victory : Hwa-ja
- 2020 : Set Play : Yoo Sun
- 2022 : Decision to Leave[31] : la chamane
- 2023 : Smugglers (밀수) de Ryoo Seung-wan : Go Ok-boon

### Séries télévisées
- 2016 : 72 Seconds (saison 3) : une fille dans un souvenir (caméo)
- 2017 : Absolutely Perfect Man : Han-nah
- 2017 : My Sassy Girl : Seon-kyeong
- 2017 : Hello, My Twenties! 2 : Oh Ha-na
- 2017 : Meloholic : Joo Yeo-jin
- 2018 : Welcome to Waikiki : Lee Min-ah
- 2018 : Live : Oh Song-hi
- 2018 : Forgotten Season : Choi Ji-yeong
- 2018 : The Smile Has Left Your Eyes : Im Yoo-ri
- 2019 - 2020 : Love Alarm : Park Gul-mi
- 2019 : Secret Boutique : Lee Hyeon-ji
- Depuis 2020 : Sweet Home : Lee Eun-yoo
- 2020 : The Reason Why I Can't Tell You : Seo Yoon-chan
- 2021 : Youth of May : Kim Myung-hee
- 2021 : Jirisan : Da-won
- 2024 : Les silences de la forêt[32] : Yoo Seong-a

### Documentaires
- 2022 : Find Me : la narratrice (documentaire sur le soulèvement de Gwangju)[33]

### Vidéoclips musicaux
- 2016 : Sign (feat. Goo Hara) de Thunder[5]
- 2021 : Make Love (feat. Zion T) de GRAY[34]

## Récompenses et nominations

### Cérémonies de remises de prix
| Cérémonie de remise de prix   | Année | Catégorie                                                     | Nomination                                     | Résultats  | Ref.   |
| ----------------------------- | ----- | ------------------------------------------------------------- | ---------------------------------------------- | ---------- | ------ |
| Asian Academy Creative Awards | 2021  | Meilleure actrice dans un second rôle                         | Sweet Home                                     | Nomination | ,      |
| Asia Contents Awards          | 2021  | Meilleure nouvelle recrue                                     | Sweet Home                                     | Lauréat    | ,      |
| Blue Dragon Film Awards       | 2023  | Meilleure nouvelle actrice                                    | Smugglers                                      | Lauréat    | [ 40 ] |
| Buil Film Awards              | 2023  | Meilleure actrice dans un second rôle                         | Smugglers                                      | Lauréat    | [ 41 ] |
| Buil Film Awards              | 2023  | Meilleure nouvelle actrice                                    | Smugglers                                      | Nomination | [ 42 ] |
| Chunsa Film Art Awards        | 2023  | Meilleure nouvelle actrice                                    | Smugglers                                      | Lauréat    | [ 43 ] |
| Grand Bell Awards             | 2018  | Meilleure actrice dans un second rôle                         | The Witch: Part 1. The Subversion              | Nomination | [ 16 ] |
| Grand Bell Awards             | 2023  | Meilleure actrice dans un second rôle                         | Smugglers                                      | Nomination | [ 44 ] |
| KBS Drama Awards              | 2020  | Meilleure actrice dans un court-métrage Drama/épisode spécial | The Reason Why I Can't Tell You                | Nomination | [ 45 ] |
| KBS Drama Awards              | 2021  | Prix d'excellence pour une actrice                            | Youth of May                                   | Nomination | [ 46 ] |
| KBS Drama Awards              | 2021  | Prix d'excellence pour une actrice dans une mini-série        | Youth of May                                   | Lauréat    | [ 47 ] |
| KBS Drama Awards              | 2021  | Prix du meilleur duo                                          | Go Min-si (avec Lee Do-hyun) Youth of May      | Lauréat    | [ 48 ] |
| Kino Lights Awards            | 2021  | Actrice de l'année                                            | Love Alarm (saison 2), Youth of May et Jirisan | 5ème place | [ 49 ] |
| Korea Best Star Awards        | 2018  | Popular Star Award                                            | The Witch: Part 1. The Subversion              | Lauréat    | [ 17 ] |
| Marie Claire Asia Star Awards | 2023  | Face of Asia Award                                            | Smugglers                                      | Lauréat    | [ 50 ] |
| SBS Drama Awards              | 2019  | Meilleure nouvelle actrice                                    | Secret Boutique                                | Lauréat    | [ 21 ] |
| Three Minutes Film Festival   | 2016  | Grand Prix                                                    | Parallel Novel                                 | Lauréat    | [ 3 ]  |

### Listicles
| Journal     | Année | Listicle                                          | Place attribuée | Références |
| ----------- | ----- | ------------------------------------------------- | --------------- | ---------- |
| Joy News 24 | 2023  | Etoile montante dans la catégorie Film de l'année | 1re place       | [ 51 ]     |